# Емил Келенбергер
Емил Келенбергер (Валценхаузен, Швајцарска, 3. април 1864. — Валценхаузен, 30. новембар 1943) је бивши швајцарски репрезентативац у стрељаштву.
Учествовао је на Летњим олимпијским играма у Паризу 1900., где је освојио две златне медаље и једну сребрну медаљу. Он је победио у дисцилинама тростав појединачно и тростав екипно, док је у дисцилини клечећи став освојио сребрну медаљу иза Данца Андерса Питера Нилсена.
Пошто се такмичење у стрељаштву на Летњим олимпијским играма у Паризу 1900. рачунало и као Светско првенство у стрељаштву 1900. године то су освојене медаље признате и као медаље светског првака.
Поред ове три Келенбергер је освојио још 11 златних и 5 сребрних медаља на светским првенствима од 1899. до 1903. године.